# San Jerónimo Zacualpan
San Jerónimo Zacualpan è un comune del Messico, situato nello stato di Tlaxcala.